# Roger Menetrey
 Roger Menetrey est un boxeur français né le 16 juin 1945 à Annemasse, Haute-Savoie.

## Carrière
Il devient champion de France des poids welters après avoir battu Jean Josselin le 17 novembre 1969 puis champion d'Europe en stoppant à la 7e reprise l'anglais Ralph Charles à Genève le 4 juin 1971.
En 1970, il bat Robert Gallois pour le titre de champion de France, et en 1972 pour le titre européen.
Menetrey échoue en revanche le 23 juin 1973 à Grenoble dans sa tentative de remporter le titre mondial WBC, détenu alors par José Nápoles.

### Combats amateurs
- Nombre de combats : 44 entre 1963 et 1966
- Victoires : 31
  - Aux points : 26
  - Par arrêt de l'arbitre :
  - Par jet de l'éponge :
  - Par KO : 5
- Défaites : 6
  - Aux points : 6

- - Par arrêt de l'arbitre :
- Matchs nuls :7

## Voir aussi

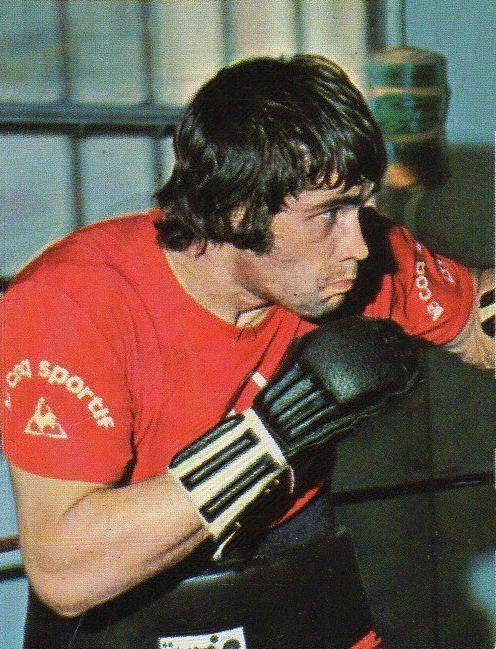
Roger Menetrey en 1972.